# Słowacja na Letnich Igrzyskach Olimpijskich 2016
Słowacja na Letnich Igrzyskach Olimpijskich 2016 – kadra sportowców reprezentujących Słowację na igrzyskach w 2016 roku w Rio de Janeiro. Kadra liczyła 51 sportowców.

## Zdobyte medale
| Medal  | Zawodnik                                      | Dyscyplina    | Konkurencja            | Data        |
| ------ | --------------------------------------------- | ------------- | ---------------------- | ----------- |
| Złoto  | Ladislav Škantár Peter Škantár                | Kajakarstwo   | C-2 mężczyzn           | 11 sierpnia |
| Złoto  | Matej Tóth                                    | Lekkoatletyka | chód na 50 km mężczyzn | 19 sierpnia |
| Srebro | Matej Beňuš                                   | Kajakarstwo   | C-1 mężczyzn           | 9 sierpnia  |
| Srebro | Tibor Linka Denis Myšák Juraj Tarr Erik Vlček | Kajakarstwo   | K-4 1000 m mężczyzn    | 20 sierpnia |

## Reprezentanci

### Gimnastyka sportowa
| Zawodnik         | Konkurencja     | Eliminacje | Eliminacje | Finał | Finał   | Pozycja |
| Zawodnik         | Konkurencja     | Wynik      | Pozycja    | Wynik | Pozycja | Pozycja |
| ---------------- | --------------- | ---------- | ---------- | ----- | ------- | ------- |
| Barbora Mokošová | wielobój kobiet | 52,799     | 45.        | NQ    | NQ      | 45.     |

### Kajakarstwo

#### Kajakarstwo klasyczne
Mężczyźni
| Zawodnik                                      | Konkurencja | Eliminacje | Eliminacje | Półfinały | Półfinały | Finał A/B | Finał A/B | Pozycja |
| Zawodnik                                      | Konkurencja | Czas       | Pozycja    | Czas      | Pozycja   | Czas      | Pozycja   | Pozycja |
| --------------------------------------------- | ----------- | ---------- | ---------- | --------- | --------- | --------- | --------- | ------- |
| Vincent Farkaš                                | C-1 1000 m  | 4:12,295   | 14. Q      | 4:19,084  | 10. (FB)  | 4:04,013  | 3.        | 11.     |
| Peter Gelle                                   | K-1 1000 m  | 3:36,342   | 6. Q       | 3:36,193  | 6. (FA)   | 3:40,691  | 8.        | 8.      |
| Juraj Tarr Erik Vlček                         | K-2 1000 m  | 3:24,728   | 4. Q       | 3:19,372  | 6. (FA)   | 3:15,916  | 8.        | 8.      |
| Denis Myšák Erik Vlček Juraj Tarr Tibor Linka | K-4 1000 m  | 2:55,628   | 4. Q       | 2:59,362  | 2. (FA)   | 3:05,044  | 2.        | srebro  |

Kobiety
| Zawodniczka     | Konkurencja | Eliminacje | Eliminacje | Półfinały | Półfinały | Finał A/B | Finał A/B | Pozycja |
| Zawodniczka     | Konkurencja | Czas       | Pozycja    | Czas      | Pozycja   | Czas      | Pozycja   | Pozycja |
| --------------- | ----------- | ---------- | ---------- | --------- | --------- | --------- | --------- | ------- |
| Martina Kohlová | K-1 200 m   | 41,231     | 7. Q       | 41,286    | 11. (FB)  | 41.787    | 2.        | 10.     |
| Martina Kohlová | K-1 500 m   | 1:53,167   | 13. Q      | 1:57,801  | 13. (FB)  | 1:58,211  | 5.        | 13.     |

#### Kajakarstwo górskie
Mężczyźni
| Zawodnik                       | Konkurencja | Eliminacje | Eliminacje | Eliminacje | Eliminacje | Eliminacje | Eliminacje | Półfinały | Półfinały | Finał  | Finał   | Pozycja |
| Zawodnik                       | Konkurencja | P 1        | M.         | P 2        | M.         | Razem      | M.         | Czas      | Miejsce   | Czas   | Miejsce | Pozycja |
| ------------------------------ | ----------- | ---------- | ---------- | ---------- | ---------- | ---------- | ---------- | --------- | --------- | ------ | ------- | ------- |
| Jakub Grigar                   | K-1         | 89,16      | 6.         | 87,85      | 3.         | 87,85      | 4. Q       | 88,84     | 1. Q      | 89,43  | 5.      | 5.      |
| Matej Beňuš                    | C-1         | 95,05      | 2.         | 96,78      | 5.         | 95,05      | 6. Q       | 100,68    | 8. Q      | 95,02  | 2.      | srebro  |
| Ladislav Škantár Peter Škantár | C-2         | 100,89     | 1.         | 106,00     | 3.         | 100,89     | 1. Q       | 110,42    | 6. Q      | 101,58 | 1.      | złoto   |

Kobiety
| Zawodniczka   | Konkurencja | Eliminacje | Eliminacje | Eliminacje | Eliminacje | Eliminacje | Eliminacje | Półfinały | Półfinały | Finał  | Finał   | Pozycja |
| Zawodniczka   | Konkurencja | P 1        | M.         | P 2        | M.         | Razem      | M.         | Czas      | Miejsce   | Czas   | Miejsce | Pozycja |
| ------------- | ----------- | ---------- | ---------- | ---------- | ---------- | ---------- | ---------- | --------- | --------- | ------ | ------- | ------- |
| Jana Dukátová | K-1         | 102,25     | 4.         | 105,87     | 7.         | 102,25     | 6. Q       | 106,59    | 6. Q      | 103,86 | 4.      | 4.      |

### Kolarstwo

#### Kolarstwo górskie
| Zawodnik    | Konkurencja       | Czas    | Pozycja |
| ----------- | ----------------- | ------- | ------- |
| Peter Sagan | cross-country (m) | +1 okr. | 35.     |

#### Kolarstwo szosowe
| Zawodnik     | Konkurencja                | Czas    | Pozycja |
| ------------ | -------------------------- | ------- | ------- |
| Patrik Tybor | wyścig ze startu wspólnego | 6:30:05 | 45.     |

### Lekkoatletyka

#### Kobiety
Konkurencje biegowe
| Konkurencja   | Zawodniczka           | Runda 1  | Runda 1 | Półfinał | Półfinał | Finał    | Finał   | Pozycja |
| Konkurencja   | Zawodniczka           | Rezultat | Pozycja | Rezultat | Pozycja  | Rezultat | Pozycja | Pozycja |
| ------------- | --------------------- | -------- | ------- | -------- | -------- | -------- | ------- | ------- |
| Bieg na 400 m | Iveta Putalová        | 52,82    | 41.     | NQ       | NQ       | NQ       | NQ      | 41.     |
| Bieg na 800 m | Lucia Hrivnák Klocová | 2:00,57  | 28.     | NQ       | NQ       | NQ       | NQ      | 32.     |
| Maraton       | Katarína Berešová     | —        | —       | —        | —        | 2:50:54  | 107.    | 107.    |
| Chód na 20 km | Mária Czaková         | —        | —       | —        | —        | 1:38:29  | 48.     | 48.     |
| Chód na 20 km | Mária Gáliková        | —        | —       | —        | —        | 1:40:35  | 55.     | 55.     |

Konkurencje techniczne
| Konkurencja | Zawodniczka      | Eliminacje | Eliminacje | Finał    | Finał   | Pozycja |
| Konkurencja | Zawodniczka      | Rezultat   | Pozycja    | Rezultat | Pozycja | Pozycja |
| ----------- | ---------------- | ---------- | ---------- | -------- | ------- | ------- |
| Trójskok    | Dana Velďáková   | 13,98      | 17.        | NQ       | NQ      | 17.     |
| Skok w dal  | Jana Velďáková   | 6,48       | 15.        | NQ       | NQ      | 15.     |
| Rzut młotem | Martina Hrašnová | 67,63      | 19.        | NQ       | NQ      | 19.     |

#### Mężczyźni
Konkurencje biegowe
| Konkurencja                | Zawodnik      | Runda 1  | Runda 1 | Półfinał | Półfinał | Finał    | Finał   | Pozycja |
| Konkurencja                | Zawodnik      | Rezultat | Pozycja | Rezultat | Pozycja  | Rezultat | Pozycja | Pozycja |
| -------------------------- | ------------- | -------- | ------- | -------- | -------- | -------- | ------- | ------- |
| Bieg na 800 m              | Jozef Repčík  | 1:49,95  | 45.     | NQ       | NQ       | NQ       | NQ      | 45.     |
| Bieg na 400 m przez płotki | Martin Kučera | 51,47    | 44.     | NQ       | NQ       | NQ       | NQ      | 44.     |
| Chód na 20 km              | Anton Kučmín  | —        | —       | —        | —        | 1:23:17  | 32.     | 32.     |
| Chód na 50 km              | Dušan Majdan  | —        | —       | —        | —        | 3:58:25  | 26.     | 26.     |
| Chód na 50 km              | Martin Tištan | —        | —       | —        | —        | DSQ      | DSQ     | DSQ     |
| Chód na 50 km              | Matej Tóth    | —        | —       | —        | —        | 3:40:58  | 1.      | złoto   |

Konkurencje techniczne
| Konkurencja | Zawodnik        | Eliminacje | Eliminacje | Finał    | Finał   | Pozycja |
| Konkurencja | Zawodnik        | Rezultat   | Pozycja    | Rezultat | Pozycja | Pozycja |
| ----------- | --------------- | ---------- | ---------- | -------- | ------- | ------- |
| Skok wzwyż  | Matúš Bubeník   | 2,17       | 35.        | NQ       | NQ      | 35.     |
| Rzut młotem | Marcel Lomnický | 74,16      | 10. q      | 75,97    | 5.      | 5.      |

### Łucznictwo
| Zawodnik          | Konkurencja       | Runda rankingowa | Runda rankingowa | 1/32             | 1/16             | 1/8              | Ćwierćfinały     | Półfinały        | Finał            | Pozycja |
| Zawodnik          | Konkurencja       | Wynik            | Pozycja          | Przeciwnik Wynik | Przeciwnik Wynik | Przeciwnik Wynik | Przeciwnik Wynik | Przeciwnik Wynik | Przeciwnik Wynik | Pozycja |
| ----------------- | ----------------- | ---------------- | ---------------- | ---------------- | ---------------- | ---------------- | ---------------- | ---------------- | ---------------- | ------- |
| Boris Baláž       | indywidualnie (m) | 631              | 59.              | Ku P 0-6         | NQ               | NQ               | NQ               | NQ               | NQ               | 33.     |
| Alexandra Longová | indywidualnie (k) | 640              | 22.              | Majhi W 7-1      | Qi P 0-6         | NQ               | NQ               | NQ               | NQ               | 17.     |

### Pływanie
Kobiety
| Zawodniczka          | Konkurencja           | Eliminacje | Eliminacje | Półfinał | Półfinał | Finał | Finał   | Pozycja |
| Zawodniczka          | Konkurencja           | Czas       | Miejsce    | Czas     | Miejsce  | Czas  | Miejsce | Pozycja |
| -------------------- | --------------------- | ---------- | ---------- | -------- | -------- | ----- | ------- | ------- |
| Katarína Listopadová | 100 m st. grzbietowym | 1:01,43    | 22.        | NQ       | NQ       | NQ    | NQ      | 22.     |
| Katarína Listopadová | 200 m st. motylkowym  | 59,57      | 29.        | NQ       | NQ       | NQ    | NQ      | 29.     |

Mężczyźni
| Zawodnik        | Konkurencja               | Eliminacje | Eliminacje | Półfinał | Półfinał | Finał     | Finał   | Pozycja |
| Zawodnik        | Konkurencja               | Czas       | Miejsce    | Czas     | Miejsce  | Czas      | Miejsce | Pozycja |
| --------------- | ------------------------- | ---------- | ---------- | -------- | -------- | --------- | ------- | ------- |
| Tomáš Klobučník | 100 m st. klasycznym      | 1:02,93    | 42.        | NQ       | NQ       | NQ        | NQ      | 42.     |
| Richard Nagy    | 1500 m st. dowolnym       | 15:26,48   | 34.        | NQ       | NQ       | NQ        | NQ      | 34.     |
| Richard Nagy    | 400 m st. zmiennym        | 4:13,87    | 9.         | NQ       | NQ       | NQ        | NQ      | 9.      |
| Richard Nagy    | 10 km na otwartym akwenie | —          | —          | —        | —        | 1:53:35,4 | 20.     | 20.     |

### Pływanie synchroniczne
| Zawodniczki                    | Konkurencja | Eliminacje                    | Eliminacje                    | Eliminacje                 | Eliminacje                 | Eliminacje         | Eliminacje         | Finał  | Finał   |
| Zawodniczki                    | Konkurencja | Eliminacje – runda techniczna | Eliminacje – runda techniczna | Eliminacje – runda dowolna | Eliminacje – runda dowolna | Eliminacje – Razem | Eliminacje – Razem | Finał  | Finał   |
| Zawodniczki                    | Konkurencja | Punkty                        | Miejsce                       | Punkty                     | Miejsce                    | Punkty             | Miejsce            | Punkty | Miejsce |
| ------------------------------ | ----------- | ----------------------------- | ----------------------------- | -------------------------- | -------------------------- | ------------------ | ------------------ | ------ | ------- |
| Nada Daabousová Jana Labáthová | Duety       | 78,3607                       | 22.                           | 77,7000                    | 22.                        | 156,0607           | 22.                | NQ     | NQ      |

### Podnoszenie ciężarów
| Zawodnik      | Konkurencja | Rwanie | Rwanie  | Podrzut | Podrzut | Razem | Pozycja |
| Zawodnik      | Konkurencja | Wynik  | Pozycja | Wynik   | Pozycja | Razem | Pozycja |
| ------------- | ----------- | ------ | ------- | ------- | ------- | ----- | ------- |
| Ondrej Kružel | +105 kg (m) | 165    | 21.     | 206     | 18.     | 371   | 18.     |

### Strzelectwo
| Zawodnik        | Konkurencja                     | Kwalifikacje | Kwalifikacje | Półfinał | Półfinał | Finał | Finał   | Pozycja |
| Zawodnik        | Konkurencja                     | Wynik        | Pozycja      | Wynik    | Pozycja  | Wynik | Pozycja | Pozycja |
| --------------- | ------------------------------- | ------------ | ------------ | -------- | -------- | ----- | ------- | ------- |
| Pavol Kopp      | pistolet pneumatyczny, 10 m (m) | 569          | 38.          | —        | —        | NQ    | NQ      | 38.     |
| Pavol Kopp      | pistolet dowolny, 50 m (m)      | 556          | 7. Q         | —        | —        | 91,4  | 7.      | 7.      |
| Marián Kovačócy | trap (m)                        | 114          | 18.          | NQ       | NQ       | NQ    | NQ      | 18.     |
| Juraj Tužinský  | pistolet pneumatyczny, 10 m (m) | 582          | 3. Q         | —        | —        | 159,4 | 4.      | 4.      |
| Juraj Tužinský  | pistolet dowolny, 50 m (m)      | 541          | 33.          | —        | —        | NQ    | NQ      | 33.     |
| Erik Varga      | trap (m)                        | 114          | 21.          | NQ       | NQ       | NQ    | NQ      | 21.     |
| Danka Barteková | skeet (k)                       | 64           | 16.          | NQ       | NQ       | NQ    | NQ      | 16.     |

### Tenis stołowy
| Zawodnik         | Konkurencja | Eliminacje       | Runda 1             | Runda 2            | Runda 3          | 1/8 finału       | Ćwierćfinały     | Półfinały        | Finał            | Pozycja |
| Zawodnik         | Konkurencja | Przeciwnik Wynik | Przeciwnik Wynik    | Przeciwnik Wynik   | Przeciwnik Wynik | Przeciwnik Wynik | Przeciwnik Wynik | Przeciwnik Wynik | Przeciwnik Wynik | Pozycja |
| ---------------- | ----------- | ---------------- | ------------------- | ------------------ | ---------------- | ---------------- | ---------------- | ---------------- | ---------------- | ------- |
| Wang Yang        | singiel (m) | BYE              | Marcos Madrid W 4:1 | Quadri Aruna P 1:4 | NQ               | NQ               | NQ               | NQ               | NQ               | 33.-64. |
| Barbora Balážová | singiel (k) | BYE              | Yadira Silva W 4:0  | Li Fen P 3:4       | NQ               | NQ               | NQ               | NQ               | NQ               | 33.-64. |
| Eva Ódorová      | singiel (k) | BYE              | Jennifer Wu P 1:4   | NQ                 | NQ               | NQ               | NQ               | NQ               | NQ               | 65.-81. |

### Tenis ziemny
| Zawodnik                   | Konkurencja | 1/32                     | 1/16                                 | 1/8                      | Ćwierćfinały     | Półfinały        | Finał            | Pozycja |
| Zawodnik                   | Konkurencja | Przeciwnik Wynik         | Przeciwnik Wynik                     | Przeciwnik Wynik         | Przeciwnik Wynik | Przeciwnik Wynik | Przeciwnik Wynik | Pozycja |
| -------------------------- | ----------- | ------------------------ | ------------------------------------ | ------------------------ | ---------------- | ---------------- | ---------------- | ------- |
| Andrej Martin              | singel (m)  | Denis Kudla W 6:0, 6:3   | Philipp Kohlschreiber W w/o          | Kei Nishikori P 2:6, 2:6 | NQ               | NQ               | NQ               | 9.-16.  |
| Andrej Martin Igor Zelenay | debel (m)   | —                        | Gastão Elias João Sousa P 4:6, 2:6   | NQ                       | NQ               | NQ               | NQ               | 17.-32. |
| Anna Schmiedlová           | singel (k)  | Roberta Vinci W 7:5, 6:4 | Jekatierina Makarowa P 6:3, 4:6, 2:6 | NQ                       | NQ               | NQ               | NQ               | 17.-32. |

### Triathlon
| Zawodniczka   | Konkurencja | Pływanie (1,5 km) | Zmiana 1 | Jazda na rowerze (40 km) | Zmiana 2 | Bieg (10 km) | Czas    | Pozycja |
| ------------- | ----------- | ----------------- | -------- | ------------------------ | -------- | ------------ | ------- | ------- |
| Richard Varga | mężczyźni   | 17:18             | 0:49     | 55:10                    | 0:34     | 34:06        | 1:47:17 | 11.     |